# Rede Amazônica Rio Branco
Rede Amazônica Rio Branco (anteriormente conhecida como TV Acre) é uma emissora de televisão brasileira sediada em Rio Branco, capital do estado do Acre. Opera no canal 4 (14 UHF digital) e é afiliada da TV Globo. A emissora faz parte do Grupo Rede Amazônica, um complexo de emissoras de rádio e televisão espalhadas pelo norte brasileiro (exceto nos estados do Pará e Tocantins), fundado pelo empresário Phelippe Daou.

## História
Antes da inauguração oficial, a emissora instalou seus transmissores no Palácio do Bispo junto com os televisores para a exibição dos jogos da Copa do Mundo de 1970 com atraso, vencido pelo Brasil na época.
Em 16 de outubro de 1974, o jornalista e publicitário Phelippe Daou inaugurou a primeira emissora de televisão no estado do Acre, que antes nunca dispôs de emissoras de televisão. Tufic Assmar foi convidado para ser diretor da emissora.
O primeiro contratado da emissora foi o jornalista Pedro Paulo Menezes Campos Pereira, que além de âncora de telejornal, apresentou o esportivo A Bola é Nossa. Natal de Brito e Martir Rocha também foram contratados e mais tarde assumiriam respectivamente o Jornal do Acre, principal telejornal da emissora e o A Bola é Nossa, respectivamente.

### Rede Bandeirantes (1974-1982)
A emissora assinou um contrato de afiliação com a Rede Bandeirantes para a exibição de seus programas. A exibição sempre foi de 1 dia de atraso, já que dependia das fitas da própria Bandeirantes para exibir. Tal prática foi até 1978, com a instalação da antena rastreadora. Isso fez com que a emissora exibisse jogos da Copa do Mundo de 1978 ao vivo.
Várias repetidoras foram instaladas em várias cidades do interior para ampliar a cobertura. 

### TV Globo (1982 - atualmente)
A emissora se afiliou a Globo em 1982 e exibiu sua programação com 2 horas de atraso em relação à Brasília.
Em 2010, a Rede Amazônica regionalizou os sinais de cada uma das emissoras em seus respectivos estados. Com isso, a TV Acre passou a ter o seu próprio sinal no satélite Star One C3 sob a frequência 3740 MHz @ 2072 ksps Vertical em Letterbox e assim gera a sua própria programação local para as suas retransmissoras, deixando de utilizar o sinal gerado da TV Amazonas de Manaus. E atualmente dispõe de outro sinal no satélite Intelsat 29e sob a frequência 3711 @ 4166 ksps Vertical em transmissão HDTV (Codificado). Devido à diferença de 2 horas em relação ao Horário de Brasília, a programação da Rede Globo é exibida de forma gravada; apenas o Bom Dia Brasil  ,o Jornal Nacional e a programação de domingo são exibidos ao vivo.

## Sinal digital
| Canal virtual | Canal digital | Proporção de tela | Programação                                                |
| ------------- | ------------- | ----------------- | ---------------------------------------------------------- |
| 4.1           | 14 UHF        | 1080i             | Programação principal da Rede Amazônica Rio Branco / Globo |

A emissora iniciou suas transmissões digitais em 26 de julho de 2012, através do canal 14 UHF. A cerimônia de lançamento do sinal digital da emissora foi conduzida pelo bispo Máximo Lombardi, e contou com a presença do presidente da Rede Amazônica, Phelippe Daou, do governador do Acre, Tião Viana, além de representantes da Rede Globo e da ABERT.
Transição para o sinal digital
Com base no decreto federal de transição das emissoras de TV brasileiras do sinal analógico para o digital, a Rede Amazônica Rio Branco, bem como as outras emissoras de Rio Branco, cessou suas transmissões pelo canal 04 VHF em 31 de outubro de 2018, seguindo o cronograma oficial da ANATEL.

## Retransmissoras
| Cidade              | Analógico | Digital          | Cidade                | Analógico | Digital  | Cidade            | Analógico | Digital  |
| ------------------- | --------- | ---------------- | --------------------- | --------- | -------- | ----------------- | --------- | -------- |
| Acrelândia          | 9         | 9 (15)*          | Acrelândia (Redenção) | 10        | 10 (15)* | Assis Brasil      | 10        | 10 (15)* |
| Brasiléia           | 4         | 4 (14)           | Capixaba              | 13        | -        | Epitaciolândia    | 4         | 4 (14)   |
| Feijó               | 5         | 5 (15)*          | Jordão                | -         | 19*      | Mâncio Lima       | 9         | 9 (23)*  |
| Manoel Urbano       | 2         | 2 (14)*          | Marechal Thaumaturgo  | 13        | 13 (15)* | Plácido de Castro | 12        | 12 (16)* |
| Porto Acre          | 7         | 4 (14) / 7 (15)* | Porto Walter          | 11        | 11 (14)* | Rodrigues Alves   | 3         | 3 (21)*  |
| Santa Rosa do Purus | -         | 19*              | Sena Madureira        | 6         | 6 (15)*  | Tarauacá          | 7         | 7 (14)*  |
| Xapuri              | 5         | 5 (15)*          |                       |           |          |                   |           |          |

* - Em implantação